# براد برانسون
براد برانسون (بالإنجليزية: Brad Branson)‏ مواليد 24 سبتمبر 1958 في هارفي، هو لاعب كرة سلة أمريكي سابق. بدأ مسيرته الاحترافية في سنة 1980. تم اختياره من قبل فريق ديترويت بيستونز خلال الدرافت. حمل الرقم 52. يبلغ طوله 6 قدم 10 بوصة (2.1 م). اعتزل اللعب في 1994.

## المسيرة الاحترافية
لعب مع كليفلاند كافالييرز في سنة 1982، ثم لعب مع إنديانا بايسرز في موسم 1982–1983، ثم لعب مع ريال مدريد لكرة السلة في الدوري الإسباني من سنة 1986 إلى 1988، ثم لعب مع فالنسيا باسكت من سنة 1988 إلى 1994.

## روابط خارجية
- براد برانسون على موقع إن بي أي (الإنجليزية)
- براد برانسون على موقع سبورتس رفرنس (الإنجليزية)
- براد برانسون على موقع الدوري الإسباني لكرة السلة (الإسبانية)
- براد برانسون على موقع كلية كرة السلة في سبورتس رفرنس.كوم (الإنجليزية)
- براد برانسون على موقع ريلجم (الإنجليزية)
- براد برانسون على موقع بروبوليرز (الإنجليزية)
- براد برانسون على موقع سبورتس رفرنس (الإنجليزية)